# Mispel (Heraldik)
Die Mispel, als Echte Mispel einer Pflanzenart der Kernobstgewächse, ist in der Heraldik eine seltene gemeine Figur und kann schnell mit der Wappenfigur Rose oder mit dem Fünfblatt verwechselt werden. Die genaue Bestimmung ist im Zweifelsfall durch die Wappenbeschreibungen zu klären. Verschiedene Bezeichnungen sind für diese Pflanze im Umlauf. Hier einige Beispiele: Aschperln, Asperl, Dörr- oder Dürrlitzen, Hesperl oder Hespelein und Mispelche.
Dargestellt wird im Wappenschild oder Feld stilisiert eine fünfblättrige Blüte mit Butzen in der Draufsicht. Zwischen den Blütenblättern sollten die schmalen spitzen Kelchblätter sichtbar sein, aber eine besondere Erwähnung in der Wappenbeschreibung erfahren diese nicht. Ein Blütenstiel, der ganze Baum, auch Früchte im Wappen oder eine andere Ansicht, ist selten und sollte erwähnt werden. Es sind alle heraldische Tinkturen erlaubt. 
Als heraldische Variante der Mispel gilt die sogenannte Geldernsche Rose.
Im italienischen Wappen der Gemeinde Nespolo (Latium) ist die Mispel als Gewächs redend (Mispel italienisch Nespolo) verwendet worden.

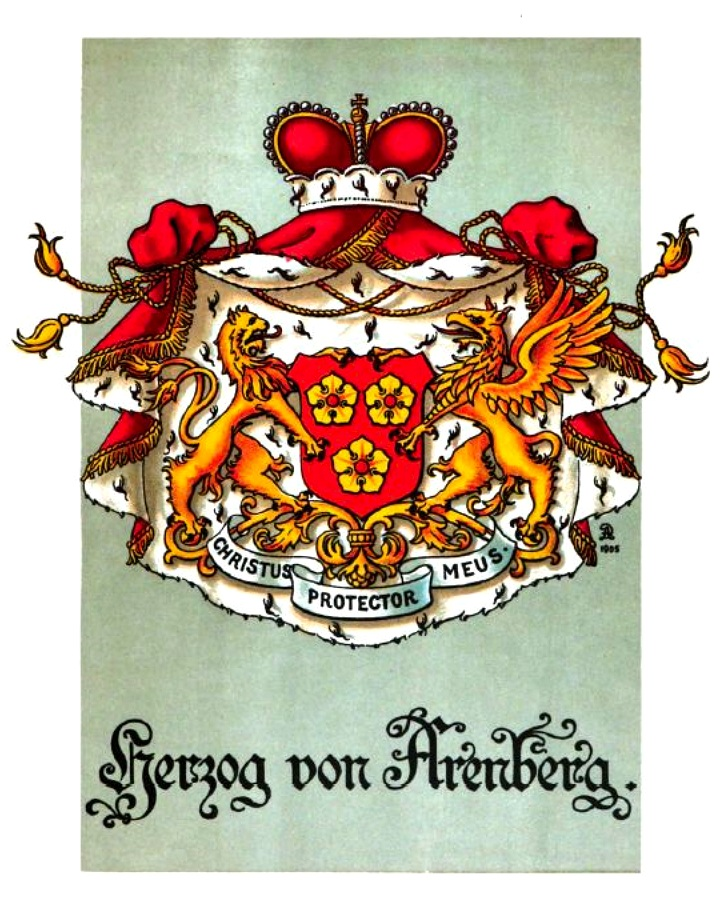
Drei goldene Mispelblüten mit roten Butzen im Wappen Haus Arenberg
Wappen von Viersen mit drei (2:1) Mispelblüten
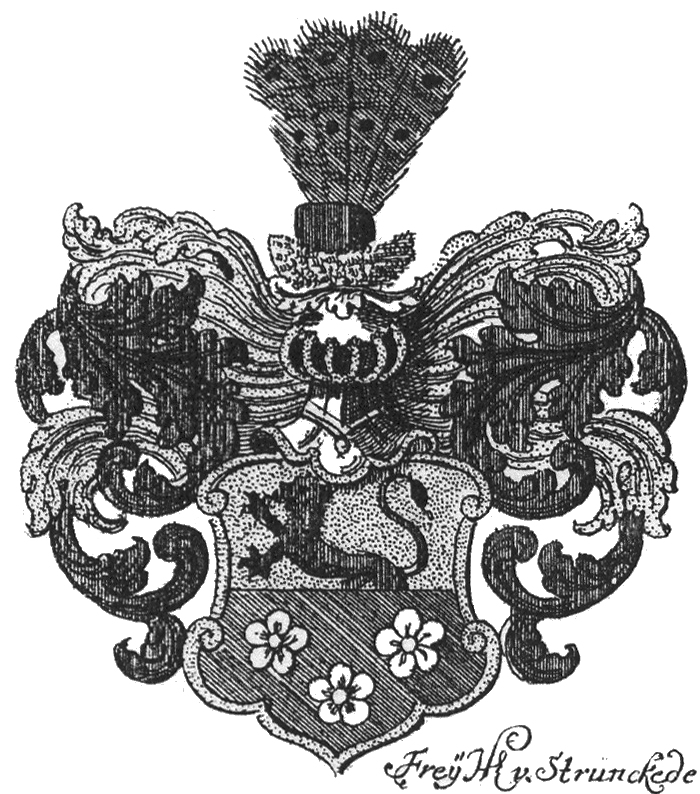
Unten in Grün drei (2:1) fünfblättrige Mispeln im Wappen des Adels Strünkede
In Rot eine silberne Mispelblüte im Wappen der Gemeinde Issum
Eine goldene Mispel mit blauem Butzen im Wappen von Wallenborn
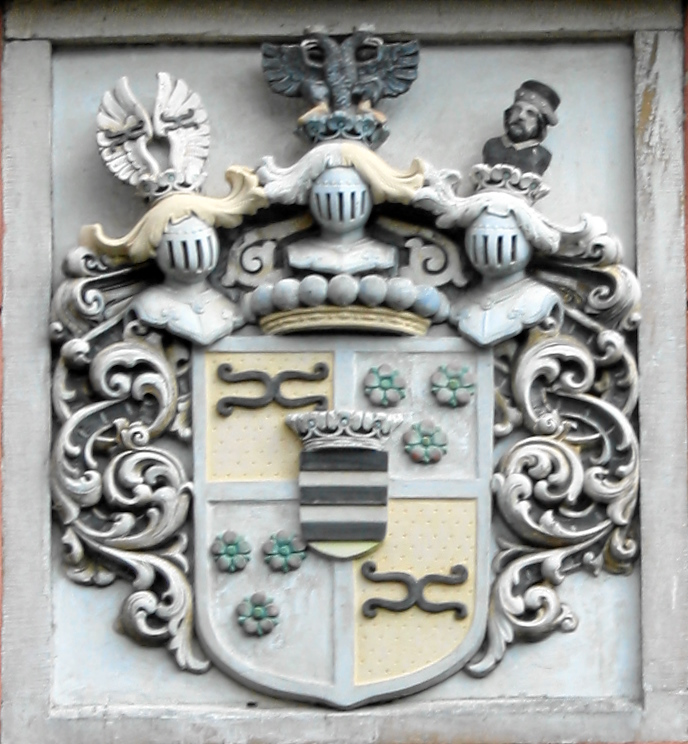
Wappen der Grafen von Hatzfeld-Wildenburg über dem Haupteingang von Schloss Kalkum
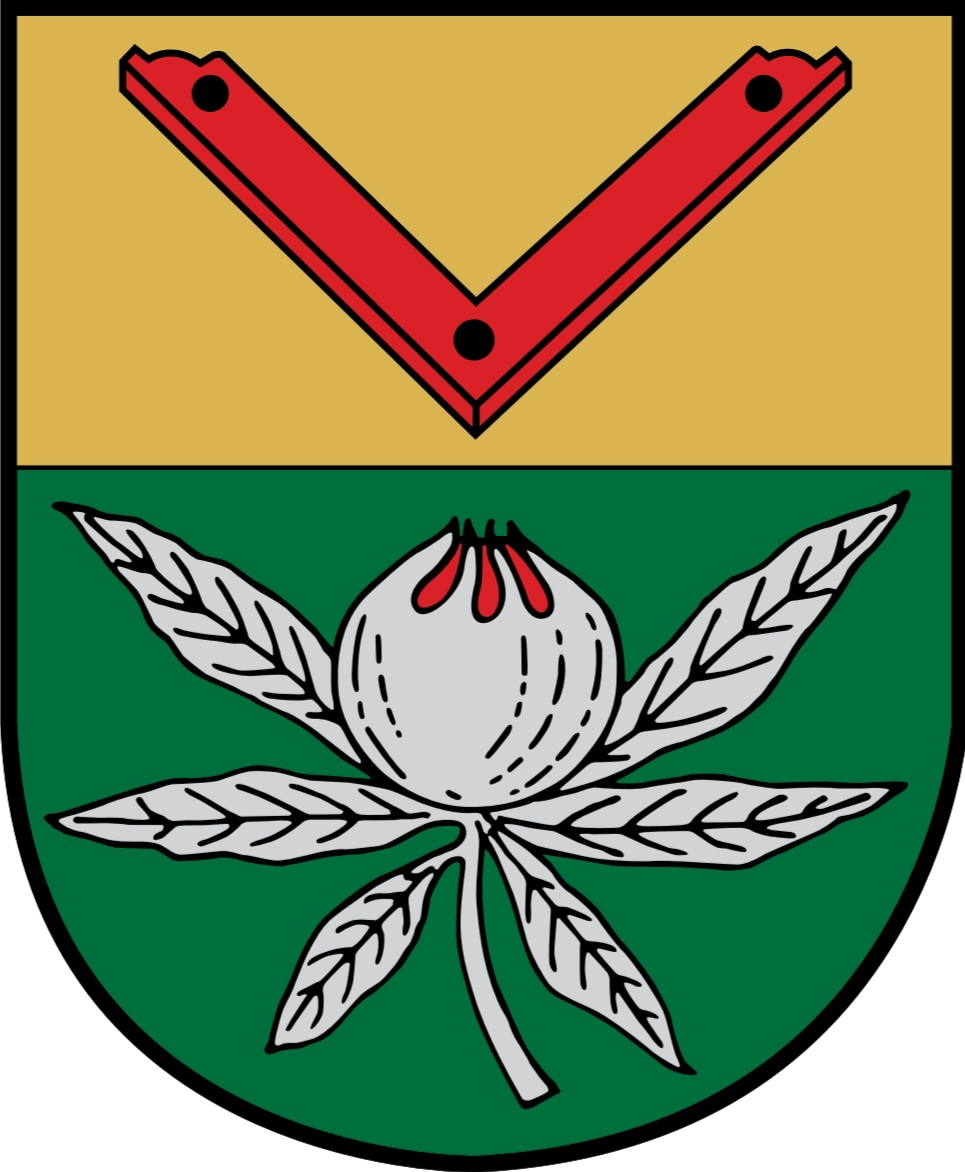
St. Thomas (Oberösterreich) silberner Aspelbaumzweig mit sechs Blättern und einem roten Fruchtkern